# José Dueso Rins
José Dueso y Rins (Plan, 1869-Madrid, 1943) fue un propagandista católico español.

## Biografía
Nacido el 20 de septiembre de 1869 en la localidad oscense de Plan, fue propagandista en la prensa católica. Misionero del Corazón de María, dirigió en Madrid una publicación periódica titulada El Legionario y dirigió la agencia informativa de Madrid Prensa Asociada. Fue autor del opúsculo ¡Escándalo, escándalo!. Falleció el 13 de febrero de 1943 en Madrid.